# Luigi De Canio
Luigi De Canio, detto Gigi (Matera, 26 settembre 1957), è un allenatore di calcio ed ex calciatore italiano, di ruolo difensore.

## Carriera

### Giocatore
Svolge la sua carriera da calciatore in gran parte tra Serie C, e successivamente Serie C1 e Serie C2 nella squadra della sua città, il F.C. Matera, nel ruolo di difensore prevalentemente di fascia. Con il club lucano esordisce a 18 anni con 2 presenze nella Serie C 1974-1975, poi fa 9 presenze nella Serie D 1975-1976, e diventa titolare in Serie C nella stagione 1976-1977; successivamente conta alcune presenze in Serie B (esordio in Serie B il 16 settembre 1979, Genoa-Matera), prima di trasferirsi al Chieti in Serie C1 e successivamente di nuovo al Matera in C2. Veste anche le maglie del Brindisi, della Salernitana e del Livorno. La sua ultima stagione da calciatore nei professionisti è il 1986-1987, nelle file della Pro Italia Galatina, quindi si trasferisce al Pisticci, squadra lucana militante nel campionato di Promozione in cui comincia la carriera da allenatore, inizialmente ricoprendo il doppio incarico di giocatore-allenatore e ottenendo la promozione in Interregionale (successivamente Serie D).

### Allenatore
Al primo anno in Interregionale (nel frattempo chiude con l'attività agonistica vestendo i soli panni di allenatore), il Pisticci raggiunge il terzo posto. L'anno seguente sfiora la vittoria del campionato in un duello tutto lucano con il Matera, sua ex squadra. Il 1992-1993 è la sua ultima stagione alla guida del Pisticci (undicesimo posto nel girone L dell'Interregionale). Esordisce come allenatore nel calcio professionistico nel 1993 con il Savoia in Serie C2 ottenendo il 14º posto in classifica e una promozione in Serie C1 nella stagione successiva. Passa poi al Siena in Serie C1 e di lì, sempre nella stessa categoria, al Carpi.
Nel 1997 è ingaggiato dalla Lucchese, in Serie B, con il 13º posto. Quindi è al Pescara, con la quale coglie un 5º posto nella serie cadetta, sfiorando la promozione in Serie A per un punto.
L'esordio in Serie A arriva nel campionato 1999-2000, con l'Udinese e a fine stagione sarà 8º. L'anno successivo viene esonerato a stagione in corso dopo 4 sconfitte consecutive e sostituito da Luciano Spalletti. Nel 2001 è ingaggiato dal Napoli in Serie B, approdandovi insieme col suo vice Igor Charalambopoulos e termina la stagione al 5º posto. Nel 2002 subentra alla guida della Reggina, con Paolo Pavese come vice, a campionato di Serie A in corso, ottenendo il 14º posto a pari punti con l'Atalanta, con relativa salvezza dopo lo spareggio con i bergamaschi.
Nella stagione 2003-2004 subentra a Roberto Donadoni alla guida del Genoa in Serie B e finisce la stagione al 16º posto. È esonerato all'inizio della stagione successiva, dopo l'eliminazione nella prima fase a gironi di Coppa Italia e la sconfitta in casa col Lumezzane, pochi giorni prima dell'inizio del campionato, e sostituito da Serse Cosmi. Nel gennaio 2005 è chiamato al Siena in Serie A al posto di Luigi Simoni. Con al fianco Pavese, conquista la salvezza con il 14º posto ad un punto sopra la zona retrocessione, e al termine della stagione dopo un'altra salvezza conquistata con il 15º posto nel campionato successivo, lascia la squadra toscana.
È ufficiale il suo ritorno in attività nella stagione 2007-2008, quando il 29 ottobre viene chiamato sulla panchina dei Queens Park Rangers, club londinese di seconda divisione del campionato inglese la cui proprietà era stata rilevata dal manager di Formula 1 Flavio Briatore e dal patron del circus Bernie Ecclestone. Guida la squadra al quattordicesimo posto finale, prima di abbandonare l'incarico insieme al vice Pavese in modo consensuale con il club, nel maggio 2008.
Il 9 marzo 2009 subentra a Mario Beretta sulla panchina del Lecce, sempre con Pavese come vice, ma non riesce a evitare la retrocessione del club salentino in Serie B, terminando il campionato all'ultimo posto in classifica con soli 7 punti raccolti nelle restanti 11 gare. Al termine del campionato è riconfermato dalla società per la stagione successiva, nonostante alcune sue dichiarazioni rilasciate alla stampa nelle quali esprimeva la volontà di rimanere ad allenare in Serie A. Il contratto quadriennale lo vede nelle vesti di allenatore-manager, figura inglese sino ad allora sconosciuta al campionato italiano. Il Lecce di De Canio si aggiudica la Coppa Ali della Vittoria e la promozione diretta in Serie A, dopo essere stato in testa al campionato da novembre a maggio. Nel campionato 2010-2011, sempre sulla panchina della squadra salentina, ottiene la salvezza in massima divisione con una giornata d'anticipo. A salvezza ottenuta con un totale di 41 punti ottenuti, rassegna le proprie dimissioni, nonostante altri due anni di contratto.
Il 23 aprile 2012 diventa l'allenatore del Genoa, squadra al quart'ultimo posto che già aveva allenato otto anni prima, guidandolo per le ultime cinque giornate di campionato e raggiungendo la salvezza all'ultima giornata, dopo aver raccolto 6 punti nelle ultime tre partite, contro Cagliari e Palermo. Confermato per la stagione successiva, dopo 8 giornate e 9 punti ottenuti, frutto di due vittorie, tre pareggi e tre sconfitte, il 22 ottobre 2012, all'indomani della sconfitta casalinga per 4-2 contro la Roma, viene sollevato dall'incarico di allenatore dei grifoni e al suo posto gli subentra Luigi Delneri.
Il 20 ottobre 2013 viene ingaggiato come allenatore del Catania al posto dell'esonerato Rolando Maran. Il 16 gennaio 2014, dopo la sconfitta casalinga con il Siena in Coppa Italia, viene esonerato; il bilancio della sua gestione è di due vittorie, due pareggi e sette sconfitte in undici partite e l'ultimo posto in classifica.
Il 14 marzo 2016 viene annunciato come nuovo allenatore dell'Udinese sino al termine della stagione in corso. Per lui si tratta di un ritorno nella città di Udine; infatti, aveva già allenato la compagine friulana dal 1999 al 2001. Riesce a guadagnare la salvezza l'8 maggio, alla penultima giornata di campionato. Il 19 maggio viene sostituito da Giuseppe Iachini.
Il 21 febbraio 2018, a distanza di circa due anni dall'ultima esperienza, viene annunciato come nuovo allenatore della Ternana, in Serie B, subentrando a Ferruccio Mariani, che torna ad allenare la squadra Primavera. Ad aprile è uno dei 77 candidati per la panchina della nazionale camerunense. A maggio dello stesso anno la squadra allenata da De Canio retrocede in Lega Pro perdendo le ultime cinque gare di campionato. Confermato per la stagione seguente in Serie C, il 19 gennaio 2019 viene esonerato dalla guida tecnica dalla società umbra, sesta in classifica nel girone B.

## Statistiche

### Allenatore
Statistiche aggiornate al 20 gennaio 2019
| Stagione            | Squadra         | Campionato      | Campionato | Campionato | Campionato | Campionato | Coppe nazionali | Coppe nazionali | Coppe nazionali | Coppe nazionali | Coppe nazionali | Coppe continentali | Coppe continentali | Coppe continentali | Coppe continentali | Coppe continentali | Altre coppe | Altre coppe | Altre coppe | Altre coppe | Altre coppe | Totale | Totale | Totale | Totale | % Vittorie | Piazzamento        |
| Stagione            | Squadra         | Comp            | G          | V          | N          | P          | Comp            | G               | V               | N               | P               | Comp               | G                  | V                  | N                  | P                  | Comp        | G           | V           | N           | P           | G      | V      | N      | P      | %          | Piazzamento        |
| ------------------- | --------------- | --------------- | ---------- | ---------- | ---------- | ---------- | --------------- | --------------- | --------------- | --------------- | --------------- | ------------------ | ------------------ | ------------------ | ------------------ | ------------------ | ----------- | ----------- | ----------- | ----------- | ----------- | ------ | ------ | ------ | ------ | ---------- | ------------------ |
| 1988-1989           | Pisticci        | Prom.           | 32         | 23         | 9          | 0          | CI-Dil.         | 2               | 1               | 0               | 1               | -                  | -                  | -                  | -                  | -                  | -           | -           | -           | -           | -           | 34     | 24     | 9      | 1      | 70,59      | 1º (prom.)         |
| 1989-1990           | Pisticci        | Int.            | 34         | 17         | 8          | 9          | CI-Dil.         | 3               | 1               | 0               | 2               | -                  | -                  | -                  | -                  | -                  | -           | -           | -           | -           | -           | 37     | 18     | 8      | 11     | 48,65      | 3º                 |
| 1990-1991           | Pisticci        | Int.            | 34         | 16         | 13         | 5          | CI-Dil.         | 4               | 3               | 0               | 1               | -                  | -                  | -                  | -                  | -                  | -           | -           | -           | -           | -           | 38     | 19     | 13     | 6      | 50,00      | 2º                 |
| 1991-1992           | Pisticci        | Int.            | 34         | 11         | 12         | 11         | CI-Dil.         | ?               | ?               | ?               | ?               | -                  | -                  | -                  | -                  | -                  | -           | -           | -           | -           | -           | 34     | 11     | 12     | 11     | 32,35      | 10º                |
| 1992-1993           | Pisticci        | CND             | 34         | 9          | 15         | 10         | CI-Dil.         | ?               | ?               | ?               | ?               | -                  | -                  | -                  | -                  | -                  | -           | -           | -           | -           | -           | 34     | 9      | 15     | 10     | 26,47      | 11º                |
| Totale Pisticci     | Totale Pisticci | Totale Pisticci | 168        | 76         | 57         | 35         |                 | 9               | 5               | 0               | 4               |                    | -                  | -                  | -                  | -                  |             | -           | -           | -           | -           | 177    | 81     | 57     | 39     | 45,76      |                    |
| dic. 1993-1994      | Savoia          | C2              | 22         | 5          | 12         | 5          | CI-C            | -               | -               | -               | -               | -                  | -                  | -                  | -                  | -                  | -           | -           | -           | -           | -           | 22     | 5      | 12     | 5      | 22,73      | Sub., 14º          |
| 1994-1995           | Savoia          | C2              | 34+3       | 14+2       | 16+1       | 4          | CI-C            | 2               | 1               | 0               | 1               | -                  | -                  | -                  | -                  | -                  | -           | -           | -           | -           | -           | 39     | 17     | 17     | 5      | 43,59      | 4º, (prom.)        |
| Totale Savoia       | Totale Savoia   | Totale Savoia   | 59         | 21         | 29         | 9          |                 | 2               | 1               | 0               | 1               |                    | -                  | -                  | -                  | -                  |             | -           | -           | -           | -           | 61     | 22     | 29     | 10     | 36,07      |                    |
| 1995-1996           | Siena           | C1              | 34         | 12         | 9          | 13         | CI-C            | 8               | 3               | 4               | 1               | -                  | -                  | -                  | -                  | -                  | -           | -           | -           | -           | -           | 42     | 15     | 13     | 14     | 35,71      | 8º                 |
| 1996-1997           | Carpi           | C1              | 34+3       | 15+1       | 10         | 9+2        | CI-C            | 8               | 3               | 3               | 2               | -                  | -                  | -                  | -                  | -                  | -           | -           | -           | -           | -           | 45     | 19     | 13     | 13     | 42,22      | 3º                 |
| 1997-1998           | Lucchese        | B               | 38         | 11         | 11         | 16         | CI              | 2               | 0               | 1               | 1               | -                  | -                  | -                  | -                  | -                  | -           | -           | -           | -           | -           | 40     | 11     | 12     | 17     | 27,50      | 15º                |
| set. 1998-1999      | Pescara         | B               | 35         | 17         | 9          | 9          | CI              | -               | -               | -               | -               | -                  | -                  | -                  | -                  | -                  | -           | -           | -           | -           | -           | 35     | 17     | 9      | 9      | 48,57      | Sub., 5º           |
| 1999-2000           | Udinese         | A               | 34         | 13         | 11         | 10         | CI              | 2               | 1               | 0               | 1               | CU                 | 8                  | 5                  | 1                  | 2                  | -           | -           | -           | -           | -           | 44     | 19     | 12     | 13     | 43,18      | 8º                 |
| 2000-mar. 2001      | Udinese         | A               | 23         | 9          | 1          | 13         | CI              | 6               | 3               | 1               | 2               | Int.+CU            | 6+4                | 4+3                | 1+0                | 1+1                | -           | -           | -           | -           | -           | 39     | 19     | 3      | 17     | 48,72      | Eson.              |
| 2001-2002           | Napoli          | B               | 38         | 16         | 13         | 9          | CI              | 3               | 1               | 0               | 2               | -                  | -                  | -                  | -                  | -                  | -           | -           | -           | -           | -           | 41     | 17     | 13     | 11     | 41,46      | 5º                 |
| nov. 2002-2003      | Reggina         | A               | 26+2       | 9+1        | 6+1        | 11         | CI              | 2               | 1               | 0               | 1               | -                  | -                  | -                  | -                  | -                  | -           | -           | -           | -           | -           | 30     | 11     | 7      | 12     | 36,67      | Sub., 14º          |
| set. 2003-2004      | Genoa           | B               | 43         | 13         | 16         | 14         | CI              | -               | -               | -               | -               | -                  | -                  | -                  | -                  | -                  | -           | -           | -           | -           | -           | 43     | 13     | 16     | 14     | 30,23      | Sub., 16º          |
| gen.-giu. 2005      | Siena           | A               | 20         | 6          | 9          | 5          | CI              | 1               | 0               | 0               | 1               | -                  | -                  | -                  | -                  | -                  | -           | -           | -           | -           | -           | 21     | 6      | 9      | 6      | 28,57      | Sub., 14º          |
| 2005-2006           | Siena           | A               | 38         | 9          | 12         | 17         | CI              | 3               | 2               | 0               | 1               | -                  | -                  | -                  | -                  | -                  | -           | -           | -           | -           | -           | 41     | 11     | 12     | 18     | 26,83      | 15º                |
| Totale Siena        | Totale Siena    | Totale Siena    | 92         | 27         | 30         | 35         |                 | 12              | 5               | 4               | 3               |                    | -                  | -                  | -                  | -                  |             | -           | -           | -           | -           | 104    | 32     | 34     | 38     | 30,77      |                    |
| ott. 2007-2008      | QPR             | FLC             | 34         | 12         | 11         | 11         | FACup+CdL       | 1+0             | 0+0             | 0+0             | 1+0             | -                  | -                  | -                  | -                  | -                  | -           | -           | -           | -           | -           | 35     | 12     | 11     | 12     | 34,29      | Sub., 14º          |
| mar.-giu. 2009      | Lecce           | A               | 11         | 1          | 4          | 6          | CI              | -               | -               | -               | -               | -                  | -                  | -                  | -                  | -                  | -           | -           | -           | -           | -           | 11     | 1      | 4      | 6      | &9,09      | Sub., 20º, (retr.) |
| 2009-2010           | Lecce           | B               | 42         | 20         | 15         | 7          | CI              | 2               | 1               | 0               | 1               | -                  | -                  | -                  | -                  | -                  | -           | -           | -           | -           | -           | 44     | 21     | 15     | 8      | 47,73      | 1º (prom.)         |
| 2010-2011           | Lecce           | A               | 38         | 11         | 8          | 19         | CI              | 2               | 1               | 0               | 1               | -                  | -                  | -                  | -                  | -                  | -           | -           | -           | -           | -           | 40     | 12     | 8      | 20     | 30,00      | 17º                |
| Totale Lecce        | Totale Lecce    | Totale Lecce    | 91         | 32         | 27         | 32         |                 | 4               | 2               | 0               | 2               |                    | -                  | -                  | -                  | -                  |             | -           | -           | -           | -           | 95     | 34     | 27     | 34     | 35,79      |                    |
| apr.-giu. 2012      | Genoa           | A               | 5          | 2          | 0          | 3          | CI              | -               | -               | -               | -               | -                  | -                  | -                  | -                  | -                  | -           | -           | -           | -           | -           | 5      | 2      | 0      | 3      | 40,00      | Sub., 17º          |
| lug.-ott. 2012      | Genoa           | A               | 8          | 2          | 3          | 3          | CI              | 1               | 0               | 1               | 0               | -                  | -                  | -                  | -                  | -                  | -           | -           | -           | -           | -           | 9      | 2      | 4      | 3      | 22,22      | Eson.              |
| Totale Genoa        | Totale Genoa    | Totale Genoa    | 56         | 17         | 19         | 20         |                 | 1               | 0               | 1               | 0               |                    | -                  | -                  | -                  | -                  |             | -           | -           | -           | -           | 57     | 17     | 20     | 20     | 29,82      |                    |
| ott. 2013-gen. 2014 | Catania         | A               | 11         | 2          | 2          | 7          | CI              | 1               | 0               | 0               | 1               | -                  | -                  | -                  | -                  | -                  | -           | -           | -           | -           | -           | 12     | 2      | 2      | 8      | 16,67      | Sub., Eson.        |
| mar.-giu. 2016      | Udinese         | A               | 9          | 2          | 3          | 4          | CI              | -               | -               | -               | -               | -                  | -                  | -                  | -                  | -                  | -           | -           | -           | -           | -           | 9      | 2      | 3      | 4      | 22,22      | Sub., 17º          |
| Totale Udinese      | Totale Udinese  | Totale Udinese  | 66         | 24         | 15         | 27         |                 | 8               | 4               | 1               | 3               |                    | 18                 | 12                 | 2                  | 4                  |             | -           | -           | -           | -           | 92     | 40     | 18     | 34     | 43,48      |                    |
| feb.-giu. 2018      | Ternana         | B               | 16         | 4          | 3          | 9          | CI              | -               | -               | -               | -               | -                  | -                  | -                  | -                  | -                  | -           | -           | -           | -           | -           | 16     | 4      | 3      | 9      | 25,00      | Sub., 22º, (retr.) |
| 2018-gen. 2019      | Ternana         | C               | 19         | 8          | 6          | 5          | CI+CI-C         | 3+0             | 1+0             | 1+0             | 1+0             | -                  | -                  | -                  | -                  | -                  | -           | -           | -           | -           | -           | 22     | 9      | 7      | 6      | 40,91      | Eson.              |
| Totale Ternana      | Totale Ternana  | Totale Ternana  | 35         | 12         | 9          | 14         |                 | 3               | 1               | 1               | 1               |                    | -                  | -                  | -                  | -                  |             | -           | -           | -           | -           | 38     | 13     | 10     | 15     | 34,21      |                    |
| Totale carriera     | Totale carriera | Totale carriera | 788        | 293        | 249        | 246        |                 | 56              | 23              | 11              | 22              |                    | 18                 | 12                 | 2                  | 4                  |             | -           | -           | -           | -           | 862    | 328    | 262    | 272    | 38,05      |                    |

## Palmarès

### Giocatore
- Campionato italiano Serie D: 1

Matera: 1975-1976 (girone H)
- Campionato italiano Serie C: 1

Matera: 1978-1979 (girone B)

### Allenatore
- Promozione: 1

Pisticci: 1988-1989
- Coppa Intertoto UEFA: 1

Udinese: 2000
- Campionato italiano di Serie B: 1

Lecce: 2009-2010